# Stuttgart Österfeld
Stuttgart-Österfeld – przystanek kolejowy w Stuttgarcie, w kraju związkowym Badenia-Wirtembergia, w Niemczech. Znajduje się tu 1 peron.